# 白子神社 (米沢市)
白子神社（しろこじんじゃ）は現在の山形県米沢市城北2丁目（江戸時代の出羽国米沢藩の米沢城下、明神堂町北端）にある神社。祭神は火産霊命、埴山姫命。なお、神社名はこの地に蚕が生じ桑林が雪のように白くなったことによるとの伝承がある。旧社格は県社。江戸時代の城下絵図より旧名は「白子大明神」と分かる。

## 歴史
伝承では和銅5年（712年）創建とされる。承平2年（932年）に出羽国国司の小野良春により社殿再建が行われる。
暦仁元年（1238年）に領主の長井時広により修理されて、置賜郡総鎮守とされ、以後の伊達氏時代にも崇敬され、文禄年間に蒲生氏郷により米沢城鎮守とされ、その後米沢城主となった上杉景勝重臣の直江兼続や上杉氏からも引き続き米沢城鎮守として崇敬された。慶長3年（1598年）には直江兼続が社殿修理を行う。
米沢藩主家・上杉氏より石高50石を拝領され、明暦2年（1655年）には境内での寄宿、伐木、殺生を禁止される。寛文4年（1664年）に上杉綱勝の急死による上杉綱憲の末期養子相続で、米沢藩が30万石から15万石に半減されると石高25石になる。
元禄6年（1693年）に正一位となると「上杉家典礼略志」にある。
明和4年（1767年）に上杉氏家督を相続した上杉治憲が藩政再建を目指した大倹を誓う血判誓詞2通を奉献し、同じく支藩米沢新田藩の上杉勝承及び米沢藩の江戸家老である色部照長も一通ずつ同様の誓詞を奉献。
明治5年（1872年）に社格が御社となるが、大正6年（1917年）の米沢大火により社殿焼失、大正13年（1924年）に再建される。昭和2年（1927年）に社格を県社に昇格。

## 別当
江戸時代には別当寺を有しており、「享保十年城下絵図」（享保10年（1725年））には神社南側に、「明神別当大行院」が見える。文化8年（1811年）の絵図では同地は「宝珠寺」となっている。なお、明治の神仏分離令により、別当寺と神社は分離されているが、白子神社の別当寺のその後は不明。